# 南阳平郡
南阳平郡，中国南北朝时设置的郡。
北魏改阳平郡置南阳平郡，下辖襄邑县、阳平县、濮阳县，属徐州。治沛南界（今江苏省徐州市铜山区北）。正光六年（525年），被南梁攻占，于是寄治彭城（今徐州市）。东魏、北齐沿置，北周南阳平郡并入彭城郡。